# Список президентов Республики Косово

Штандарт Президента Республики Косово

Президе́нт Респу́блики Ко́сово (алб. Presidenti i Republikës së Kosovës, серб. Председник Република Косова, Predsednik Republike Kosova) — глава государства частично признанной Республики Косово. Президент избирается парламентом Косово. Список включает в себя президентов Республики — как избранных, так и временно исполнявших обязанности.
 Демократическая лига Косова
 Демократическая партия Косова
 Альянс «За новое Косово»
 Guxo
 Самоопределение
 Беспартийный
| №                                                                 | Портрет                        | Имя                            | Начало полномочий              | Окончание полномочий           | Комментарии                       |
| Президент непризнанного Косова                                    | Президент непризнанного Косова | Президент непризнанного Косова | Президент непризнанного Косова | Президент непризнанного Косова | Президент непризнанного Косова    |
| ----------------------------------------------------------------- | ------------------------------ | ------------------------------ | ------------------------------ | ------------------------------ | --------------------------------- |
| 1                                                                 |                                | Ибрагим Ругова                 | 25 мая 1992                    | 1 февраля 2000                 |                                   |
| Президенты Косова, находящегося под управлением администрации ООН |                                |                                |                                |                                |                                   |
| 1                                                                 |                                | Ибрагим Ругова                 | 4 марта 2002                   | 21 января 2006                 |                                   |
| —                                                                 |                                | Неджат Даци                    | 21 января 2006                 | 10 февраля 2006                | исполняющий обязанности           |
| 2                                                                 |                                | Фатмир Сейдиу                  | 10 февраля 2006                | 17 февраля 2008                |                                   |
| Президенты частично признанной Республики Косово                  |                                |                                |                                |                                |                                   |
| 2                                                                 |                                | Фатмир Сейдиу                  | 17 февраля 2008                | 27 сентября 2010               |                                   |
| —                                                                 |                                | Якуп Красничи                  | 27 сентября 2010               | 22 февраля 2011                | исполняющий обязанности           |
| 3                                                                 |                                | Бехджет Пацолли                | 22 февраля 2011                | 4 апреля 2011                  |                                   |
| —                                                                 |                                | Якуп Красничи                  | 4 апреля 2011                  | 7 апреля 2011                  | исполняющий обязанности           |
| 4                                                                 |                                | Атифете Яхьяга                 | 7 апреля 2011                  | 7 апреля 2016                  | первая женщина-президент на посту |
| 5                                                                 |                                | Хашим Тачи                     | 7 апреля 2016                  | 5 ноября 2020                  |                                   |
| —                                                                 |                                | Вьоса Османи                   | 5 ноября 2020                  | 22 марта 2021                  | исполняющая обязанности           |
| —                                                                 |                                | Глаук Коньюфка                 | 22 марта 2021                  | 4 апреля 2021                  | исполняющий обязанности           |
| 6                                                                 |                                | Вьоса Османи                   | 4 апреля 2021                  | действующая                    | вторая женщина-президент на посту |

## Ссылка
- Presidents of Kosovo (англ.). President of Kosovo. Дата обращения: 2 января 2016.